# Дозорщик-седлоносец
Дозорщик-седлоносец, или полудозорщик-седлоносец (лат. Anax ephippiger) — стрекоза из семейства коромысловых (Aeshnidae). Ранее вид относили к роду Hemianax.

## Описание
Общая длина 61—70 мм, длина брюшка 43—56 мм. Длина крыла 43—48 мм. Относительно небольшой по размерам вид. Брюшко более короткое, не превышает по длине задних крыльев. Взрослые самцы опознаются по характерному голубому «седлу» на втором сегменте брюшка, которое резко контрастирует с общей бурой окраской остального тела. У самок и ювенильных самцов это «седло» не выражено.

## Ареал
Африканский вид, часто осуществляющий дальние миграции из Африки в Европу и Азию.
На Украине отмечен в Киевской, Одесской, Львовской, Николаевской, Донецкой, Черниговской областях. На одном из озёр вблизи Львова наблюдался его массовый выплод. Отмечен в Крыму.
В России на север залетает до восточного Предкавказья.

## Биология
Время лёта с мая по сентябрь. Личинки населяют различные стоячие водоёмы, мелкие, в том числе сезонно пересыхающие.